# فرودگاه ایگل ریور
فرودگاه ایگل ریور (به انگلیسی: Eagle River Airport) یک فرودگاه همگانی است که یک باند فرود چمن دارد و طول باند آن ۷۲۴ متر است. این فرودگاه در کشور کانادا قرار دارد و در ارتفاع ۳۶۹ متری از سطح دریا واقع شده است.